# Think of You
«Think of You» — песня — дуэт американских кантри исполнителей Криса Янга и Кэсседи Поуп, изданная в качестве второго сингла с пятого студийного альбома Криса Янга I’m Comin’ Over 25 января 2016.

## Информация о песне
«Think of You» — композиция в жанре Кантри-поп, написанная в 2014 году самим Крисом Янгом в соавторстве с Кори Краудером и Джошем Ходжем. Текст баллады рассказывает о расставании влюблённой пары и неловкости, ощущающейся каждым из бывших возлюбленных после этого, их привыкании к одиночеству. Крис Янг решил пригласить в качестве партнёрши по дуэту Кэсседи Поуп после того, как услышал её выступление по радио, в интервью он признался, что ему понравился её голос, и она — «феноменальная певица».
Изначально песня поступила в цифровую продажу 23 октября 2015 года перед стартом продаж альбома. Позже она была выбрана для выпуска в качестве второго сингла. «Think of You» поступила в радиоэфир 4 января 2016 года.

## Критика
Рецензент музыкального сайта Taste of Country отметил вокал обоих исполнителей и их равноправие в дуэте: «очень часто в кантри-дуэтах приглашённый артист заставляет желать большего… но не в этом случае». Он описал композицию «вызывающую ощущение близости, запоминающуюся и незабываемую». В отзыве издания Country Weekly также отмечен вокальный дуэт, заявляется, что песня является «очевидно выдающейся» на альбоме.

## Позиции в чартах
«Think of You» дебютировала на 37 месте в хит-параде Billboard Hot Country Songs 14 ноября 2015 года. За первую неделю продаж было реализовано 11 тысяч копий, благодаря чему песня попала на 14 места хит-парада Billboard Country Digital Song. 16 января 2016 года, после запуска песни на радио и её выпуска в качестве сингла, она дебютировала в хит-параде Country Airplay на 58 месте.
| Чарт (2015-16)                      | Наивысшая позиция |
| ----------------------------------- | ----------------- |
| Канада (Billboard Canadian Hot 100) | 57                |
| Канада (Billboard Country)          | 1                 |
| США (Billboard Hot 100)             | 40                |
| США (Billboard Country Airplay)     | 1                 |
| США (Billboard Hot Country Songs)   | 2                 |